# Dictyna procerula
Dictyna procerula là một loài nhện trong họ Dictynidae.
Loài này thuộc chi Dictyna. Dictyna procerula được Friedrich Wilhelm Bösenberg & Embrik Strand miêu tả năm 1906.